# 布里卡馬巴
布里卡馬巴（英語：Brikama Ba）位在西非國家甘比亞中河區富拉杜東的小鎮。根據2022年所做的人口調查數據顯示，居住於布里卡馬巴的總人口數量為10,343人。